# 新竹市 (1945年—1950年)
新竹市為1945年至1950年間中華民國臺灣省的省轄市。1945年二戰終結後，日治時期新竹州新竹市改制為隸屬臺灣省之省轄市；新竹市是台灣戰後最早的九個省轄市之一，成立於1945年12月1日。隨著新竹市設市，新竹縣縣治遷至桃園鎮。新竹市政府在舊新竹州廳辦公，管轄東、西、南、北、香山等5區，東區區公所設於中正路40號、西區區公所設於省立新竹醫院（今遠百）、南區區公所設於新竹寺（今南門公園）、北區區公所設於北門派出所。總面積約101平方公里。1946年，新竹市合併新竹縣竹東區的竹東鎮與寶山鄉，並將其改為新竹市竹東區和寶山區，總面積約222平方公里，是當時全台九個省轄市中面積第一大市（略大於屏東市之220平方公里）。人口約十二萬人，排名全台第四。人口密度則是全台第六。
1950年，台灣調整行政區劃，省轄新竹市被撤銷並和新竹縣合併，成為新竹縣轄的新竹市。

## 歷任市長
| 任次 | 姓名   | 黨籍 | 任職日期                      | 備註                                               |
| ---- | ------ | ---- | ----------------------------- | -------------------------------------------------- |
| 1    | 郭紹宗 |      | 1945年11月17日－1947年3月16日 | 新竹州接管委員會主任委員 1946年1月前兼任新竹縣縣長 |
| 2    | 陳貞彬 |      | 1947年3月16日－1950年10月25日 | 行政區調整後續任新竹縣縣長                         |